# Neriene liupanensis
Neriene liupanensis är en spindelart som beskrevs av Tang och Song 1992. Neriene liupanensis ingår i släktet Neriene och familjen täckvävarspindlar. Inga underarter finns listade i Catalogue of Life.